# Круглоголовка плямиста
Круглоголовка плямиста (Phrynocephalus maculatus) — вид ящірок родини агамових (Agamidae). Поширений у Західній, Центральній та Південній Азії. Мешканець глинистих і піщаних пустель. Описано 2 підвиди.

## Опис
Дрібна ящірка із загальною довжиною тіла (L.+ L.cd.) до 10 см. Самці значно більші за самиць: довжина тіла від кінчика морди до клоаки (L.) у самців до 79 мм, у самиць — до 68 мм. Хвіст (L.cd.) трохи довший за довжину тулуба з головою: відношення  L./L.cd. складає 0,81—1,01; він поступово тоншає до кінця і приплюснутий по всій довжині. Верхня поверхня морди круто переходить у передню, завдяки чому ніздрі зверху не видно. На верхній поверхні шиї немає поперечної складки шкіри.

### Лускатий покрив
Луска тулуба гладенька, однорідна або дуже слабо збільшена вздовж хребта. Задні краї окремих лусок тулуба не підведені. Грудна й черевна луска гладенька. Носові щитки розділені 1—3 лусками. Голова зверху вкрита багатокутніми гладенькими або трохи ребристими лусками;  поперек шляпинки їх 17—27. Між верхньогубними щитками і дрібними зернистими лусочками нижньої повіки звичайно 4 ряди щитків. Верхньогубних щитків 12—15. 
Луска на верхній стороні лап і хвоста з добре розвиненими реберцями. Четвертий палець задньої лапи вкритий зверху одним рядком підпальцевих пластинок, забезпечених 3 рядами реберець. На зовнішній стороні третього і четвертого пальців є розвинений гребінець з пласкої загостреної луски. Підпальцеві пластинки третього пальця задньої лапи з трьома поздовжніми рядками реберець. 

### Забарвлення
Забарвлення верхньої сторони тіла сіре або жовтувато-піщане з численними світлішими цятками і нечітко вираженим візерунком з сірих поперечних плям з розмитими обрисами з боків хребта і на верхній стороні передньої третини хвоста. Черево має біле забарвлення, на горлі звичайно зі слабо помітними сірими цяточками. Задня третина хвоста знизу голубувато-синя, кінець хвоста чорно-синій, іноді майже чорний. Нижня частина основи хвоста помаранчева. 

## Поширення
Вид поширений у Південно-Західній Азії від Аравійського півострова на заході до Ірану та Пакистану на північному сході та сході. У Туркменістані мешкає на ізольованій ділянці ареалу на півдні Каракумів.

## Особливості біології
Населяє солончакові пустелі з рідкою рослинністю, біотопи з щільними піщаними ґрунтами. Після зимівлі круглоголовки з'являються в другій половині березня, вранці гріються на кущах і горбках. Активні до другої половини листопада. Нори ящірки влаштовують на підвищених ділянках солончака. Їх довжина від 13 до 53 см, глибина від 10 до 40 см, ширина входу 2—3,5 см. У норі ящірки розташовуються головою до виходу. 
Чисельність невисока — протягом двохгодинної екскурсії в типових біотопах можна зустріти не більше 7—13 особин.
Належить до яйцекладних ящірок. Статева зрілість настає у віці 20—22 місяців, після другої зимівлі. Відкладання яєць 1—3 розміром 14—18 × 8—10 мм відбувається у середині травня і вдруге — з другої половини червня. Молоді агама з першої кладки  довжиною 3,1—3,2 см з'являються із середини червня, другий — з середини серпня. 
Живиться комахами, головним чином жуками, мурахами, клопами, метеликами, сарановими, справжніми і риючими осами, а також павуками, мокрицями  і частинами рослин. Навесні та восени в харчовому раціоні переважають жуки, влітку — мурахи.

## Охорона
Стан більшості природних популяцій виду в межах  ареалу залишається більш-менш стабільним. Саме тому він, згідно Червоного списку МСОП, отримав охоронний статус «відносно благополучний вид.

## Систематика
Описано 2 підвиди. Більшу частину ареалу населяє номінативний підвид Phrynocephalus maculatus maculatus. Поширений у Саудівській Аравії підвид Phrynocephalus maculatus longicaudatus характеризується довшим хвостом, збільшеними надочними щитками, кілюватістю центральних спинних лусок та особливостями забарвлення. Існує точка зору щодо видової самостійності круглоголовок із Туркменії, описаних під назвою Phrynocephalus golubevi